# C. C. Lockwood
Pour les articles homonymes, voir Lockwood.
C. C. Lockwood est né à Kansas City (Missouri) le 26 juin 1949. Il est un photographe américain de paysages.

## Biographie
Né en 1949 à Kansas City, Lockwood grandit à Fort Smith (Arkansas), où il est diplômé de la Southside High School. En 1967, il s’installe en Louisiane pour poursuivre ses études à l’Université d'Etat de Louisiane, où il obtient sa  en (« licence en finance » en anglais) en 1971. Dès ses premières années en Louisiane, il se passionne pour l’arrière-pays marécageux de l’État, ce qui le conduit à abandonner ses projets de carrière dans les affaires immédiatement après l’obtention de son diplôme. Autodidacte en photographie, il se dirige vers des lieux sauvages, résolu à gagner sa vie en capturant des images de la nature. Une grande partie de son temps est passée sur une péniche. Depuis 1996, il est marié à Sue Richardson.
Lockwood se distingue en tant que photographe de nature et de faune sauvage, avec une spécialisation marquée pour la Louisiane et la région du Golfe, y compris la péninsule du Yucatan. La reconnaissance de son travail se manifeste par l’obtention du prix Ansel Adams pour la photographie de conservation, décerné par le Sierra Club.

Parallèlement à son œuvre photographique, Lockwood s’engage activement dans la protection de l’environnement. Il co-fonde plusieurs organisations environnementales, parmi lesquelles figurent la Société Audubon de Baton Rouge, The Clean Team et Marsh Mission. Ces initiatives témoignent de son engagement constant en faveur de la préservation de l’environnement.
Actuellement, Lockwood travaille sur un livre intitulé Sustainable AG et se consacre à l’édition et à la numérisation de ses premières œuvres. Ses photographies sont conservées dans de nombreuses collections privées, muséales et d’entreprise. Récemment, il a été honoré en tant que (Louisiana Legend (« Légende de la Louisiane ») par la Louisiana Public Broadcasting, (Conservation Communicator of the Year (« Communicateur de l’année pour la conservation » en anglais) par la Louisiana Wildlife Federation, et un ancien élève distingué par la LSU (« abrégé Université d'Etat de Louisiane » en anglais). Il continue à ramer sur les rivières d’eau blanche de l’ouest et à explorer les zones humides de la Louisiane, témoignant de son engagement continu envers la nature.

## Récompenses
- 1978 : prix Ansel-Adams.